# Chaetops
Chaetops is een geslacht van zangvogels uit de familie Chaetopidae.

## Soorten
Het geslacht kent de volgende soorten:
- Chaetops aurantius – Roodborstrotsspringer
- Chaetops frenatus – Kaapse rotsspringer